# Mickey Mouse (serial)
Mickey Mouse este o serie animată de televiziune animată produsă de Disney Television Animation. Are personaje de desene animate Mickey Mouse, Minnie Mouse, Donald Duck, Daisy Duck, Goofy și Pluto, în locații contemporane precum Paris, Veneția, Tokyo și New York. Seria are simțul slabi al celor mai vechi Mickey Mouseshorts, oferind în același timp o actualizare modernă cu folosirea extensivă a lui Toon Boom și a animației Flash și "prezintă lui Mickey într-o gamă largă de situații pline de umor, care îi dezvăluie bucuria și rasalitatea, - un farmec minunat și o bună inimă ". Animația este furnizată de studioul canadian Mercury Filmworks.
Acesta este executiv produs de artistul premiat cu premiul Emmy, Paul Rudish, care a fost co-creator al Sym-Bionic Titan pe Cartoon Network și conduce, de asemenea, seria, alături de Aaron Springer și Clay Morrow. Joseph Holt este seria director artistic. Pe 15 septembrie 2013, Paul Rudish, Jenny Gase-Baker și Joseph Holt au câștigat 3 premii Emmy pentru munca lor la episodul "Croissant de Triomphe".
Primul episod, "Croissant de Triomphe", a fost lansat ca o previzualizare specială pe 12 martie 2013 pe Disney.com. Serialele oficiale au avut premiera la 28 iunie 2013 pe postul Disney Channel, urmate de lansările Disney.com și Watch Disney Channel. Un total de 18 episoade au fost difuzate în primul sezon, în timp ce al doilea sezon, format din 19 episoade, a avut premiera la 11 aprilie 2014. Cel de-al treilea sezon a avut premiera la 17 iulie 2015, cu 20 de episoade difuzate. Cel de-al patrulea sezon a avut premiera pe 9 iunie 2017. Al cincilea sezon a fost confirmat la 1 martie 2018.